# Мальта на летних Олимпийских играх 1968
Мальта принимала участие в Летних Олимпийских играх 1968 года в Мехико (Мексика), но не завоевала ни одной медали. Страна вернулась к участию в Олимпиадах после пропуска Игр 1964 года. Сборную представлял один спортсмен-стрелок. Знаменосцем был глава Олимпийского комитета Мальты Луис Грассо.

## Результаты

### Стрельба
| Спортсмен   | Дисциплина | Результат | Результат |
| Спортсмен   | Дисциплина | Очки      | Место     |
| ----------- | ---------- | --------- | --------- |
| Джозеф Греч | скит       | 173       | 46        |